# Camí del Mas de Guardià
El Camí del Mas de Guardià és un camí del terme de Reus a la comarca catalana del Baix Camp.
Comença a la carretera de Cambrils, arran de la bassa del "Pocopan" i vora la granja del Soronelles, prenent una direcció sud-est. Forma el límit entre la partida de Blancafort i la de Rubió, fins que arriba al Mas de l'Oliva. Allí se li ajunta el camí de la Font del Carbonell. Poc després, gira cap al sud-oest, entra a Aigüesverds, i dona accés al Mas de Guardià. Després va cap al sud fins a arribar a l'indret conegut com els Quatre camins. Enllaça, en la mateixa direcció, amb el camí de Riudoms a Vilaseca. El camí ha patit les conseqüències de la urbanització de la zona, i actualment ha estat asfaltat en bona part del seu recorregut i, en un tram important, integrat a la xarxa viària de la urbanització "les Palmeres".